# Richard Ramos
Richard Ramos (ur. 24 lutego 1979) – dominikański zapaśnik walczący w stylu wolnym. Zajął 29 miejsce na mistrzostwach świata w 2005. Dziewiąte miejsce na igrzyskach panamerykańskich w 2003. Dwukrotny medalista mistrzostw panamerykańskich, srebro w 2005. Trzeci na igrzyskach Ameryki Środkowej i Karaibów w 2006 roku.